# 杨园街道
杨园街道，是中国湖北省武汉市武昌区的一个街道。办事处驻杨园街特1号，人口80000人（2008），面积3.4平方千米。街道下辖以下地区：
四美新村社区、四十八栋社区、粤汉里社区、建设新村社区、临江社区、国棉社区、柴东社区、理工大社区、铁机路社区、纺器社区、变电社区、电信社区、电力新村社区、四美苑社区、四美塘社区、二桥社区、余家头社区、柴林头社区和欧景苑社区。